# Acido di Osbond
L'acido di Osbond ( in sigla DPA n-6 o OA ) è un acido grasso a catena lineare con 22 atomi di carbonio e 5 doppi legami, appartenente al gruppo degli acidi omega-6, in notazione delta 22:5Δ4c,7c,10c,13c,16c. 
Si trova negli oli di pesce ed è un componente secondario degli acidi grassi insaturi sierici totali nell'uomo. È stato isolato nei fosfolipidi del cervello da Klenk Lindlar F. nel 1955  e sintetizzato nel 1961 da J. M. Osbond. È biosintetizzato dall'acido andronico 22:4Δ7c,10c,13c,16c che si allunga per l'azione dell'enzima elongasi formando l'acido 24:4Δ9c,12c,15c,18c, che viene desaturato dall'enzima Δ6-desaturasi, producendo un nuovo doppio legame e formando l'acido 24:5Δ6c,9c,12c,15c,18c che, mediante β-ossidazione, fornisce acido di Osbond,
L'acido di Osbond è un componente minore degli acidi grassi insaturi sierici nell'uomo. L'aumentata concentrazione con l'età è stata osservata per la prima volta nei testicoli dei ratti e suggerisce che i lipidi possono avere un ruolo essenziale nella maturazione del testicolo.Si trova inoltre nelle urine, nel tessuto adiposo umano, nei fibroblasti e nei tessuti piastrinici. All'interno della cellula, l'acido di Osbond si trova principalmente nella membrana. Può anche essere trovato nello spazio extracellulare. In alcuni studi l'acido di Osbond è associato al carcinoma tiroideo.